# Möne församling
Möne församling var en församling i Skara stift och i Ulricehamns kommun. Församlingen uppgick 2006 i Hällstads församling.

## Administrativ historik
Församlingen har medeltida ursprung. År 1989 införlivades Södra Vånga församling. 
Församlingen var före 1400 troligen moderförsamling i pastoratet Möne och Vånga. Från omkring 1400 till 1989 var församlingen annexförsamling i pastoratet Hällstad, Murum, (Södra) Vånga och Möne som från 1962 även omfattade Kärråkra församling. Från 1989 till 2006 var församlingen annexförsamling i pastoratet Södra Ving, Härna, Fänneslunda, Varnum, Hällstad, Murum, Möne och Kärråkra. Församlingen uppgick 2006 i Hällstads församling.

## Kyrkor
- Möne kyrka